# 식탁의 기사
《식탁의 기사》는 KBS 2TV에서 방송된 텔레비전 프로그램이다. 2부작 파일럿 편성했으나, 정규 편성은 불발되었다.

## 기획 의도
'맛집 내비게이터' 택시 기사들이 추천하는 맛집의 음식들을 먹어보고 가장 잘 팔리는 최고의 메뉴를 간편식으로 완성해보는 프로그램.

## 방송 시간
| 방송 채널 | 방송 기간                          | 방송 시간            |
| KBS 2TV   |                                    |                      |
| --------- | ---------------------------------- | -------------------- |
| KBS 2TV   | 2019년 11월 26일 ~ 2019년 12월 3일 | 화요일 오후 8시 55분 |

## 출연자
- 김수미
- 허재
- 유민상
- 정호영
- 서효림

## 시청률
| 회차 | 방송일           | AGB 시청률     |
| 회차 | 방송일           | 대한민국(전국) |
| ---- | ---------------- | -------------- |
| 1    | 2019년 11월 26일 | 4.2%           |
| 2    | 2019년 12월 3일  | 2.8%           |